# Richard Mergner

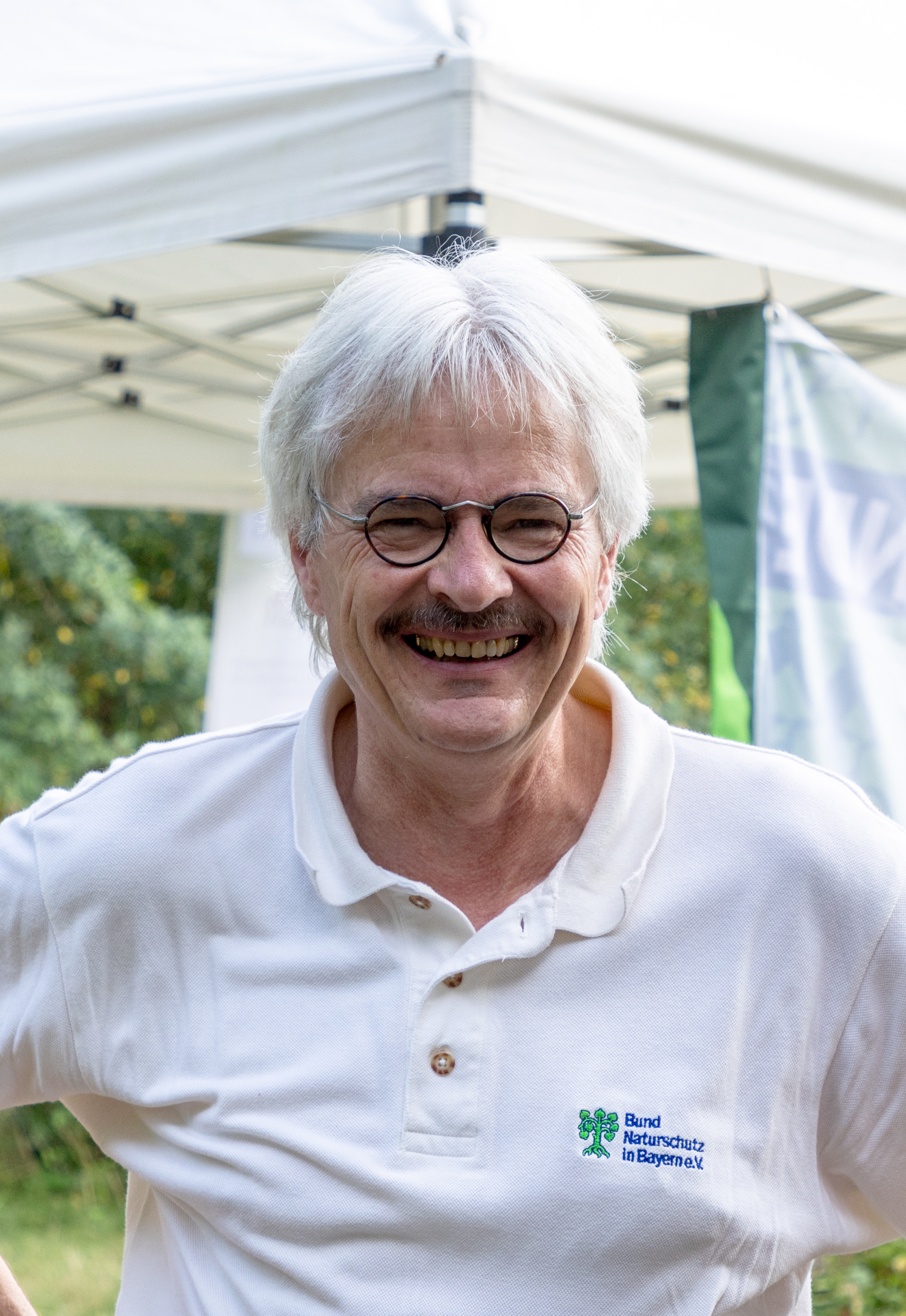
Richard Mergner, Aug. 2024

Richard Mergner (* 1961) ist ein deutscher Diplom-Geograph und seit 2018 Vorsitzender des Bundes Naturschutz in Bayern.

## Leben
Der Sohn des früheren Hersbrucker Forstamtsleiters Gotthold Mergner studierte Regionalplanung und Wirtschaftsgeographie an den Universitäten in Freiburg im Breisgau und Bayreuth. Während des Studiums war er bereits Mitglied im Bund Naturschutz in Bayern (BN) und der Arbeitsgemeinschaft bäuerliche Landwirtschaft in Franken. Ab 1988 war er Umwelt- und Energieberater im Umweltbüro Bayreuth bei der Elterninitiative gegen Umweltverschmutzung e. V. und seit 1990 Referent in der Landesfachgeschäftsstelle Nürnberg des BN. Von 1998 bis 2002 leitete er das bayernweit zuständige Verkehrsreferat des Verbandes. Von Juni 2002 bis April 2018 war er Landesbeauftragter und Mitglied im Landesvorstand des BN. Seit April 2018 ist er Vorsitzender des BN, Bayerns größtem Natur- und Umweltschutzverband mit heute 230.000 Mitgliedern und Förderern.